# Il crollo della mente bicamerale e l'origine della coscienza
Il crollo della mente bicamerale e l'origine della coscienza è un saggio dello psicologo statunitense Julian Jaynes pubblicato nel 1976.

## Contenuti
Il saggio, strutturato in tre parti, una premessa e un post scriptum, affronta il problema della coscienza.
La prima parte, intitolata "La mente dell'uomo", affronta la questione della coscienza della coscienza, della mente dell'Iliade, del doppio cervello, dell'origine della civiltà.
Nella seconda parte, "La testimonianza della storia", lo studioso tratta di dèi, tombe e idoli, di teocrazie della coscienza, della nuova mente in Mesopotamia, della coscienza intellettuale dell'antica Grecia e della coscienza morale dei khabiru.
Nella terza parte, "Vestigia della mente bicamerale nel mondo moderno", sono trattati argomenti diversi: la ricerca dell'autorità sovrumana che guidi l'uomo nelle sue azioni (authorization), i profeti e la possessione, la poesia e la musica, l'ipnosi, la schizofrenia, gli auspici della scienza.
Nucleo dell'opera è la controversa teoria della mente bicamerale, secondo la quale fino a c.a il 1000 a.C. una grandissima parte degli uomini non possedeva ancora una mente cosciente nel senso moderno del termine ma era guidata da voci interiori, attribuite agli dei.
Nel libro Jaynes presenta indizi ricavati dall'archeologia e dai libri più antichi (Iliade, Odissea, Bibbia).
Secondo questa teoria, la schizofrenia sarebbe un residuo vestigiale dell'antica struttura della mente.

## Commenti di altri autori sull'opera
Le tesi di Jaynes sulla struttura e la storia della coscienza non sono state accettate dalla psicologia ufficiale. Tuttavia hanno influenzato vari autori, tra cui Richard Dawkins:
(Richard Dawkins, L'illusione di Dio)
(Richard Dawkins, L'illusione di Dio)

## Edizioni
- Julian Jaynes, Il crollo della mente bicamerale e l'origine della coscienza, traduzione di Libero Sosio, collana Gli Adelphi, Adelphi, 2002,  p. 582, ISBN 88-459-1222-1.